# Linea Batong
La linea Batong (in cinese: 北京地铁八通线S, Běijīng dìtiě Bātōng xiànP) è una linea attiva della metropolitana di Pechino.
Inaugurata il 27 dicembre 2003, e gestita dalla Beijing Mass Transit Railway Operation Corporation Limited, la linea è composta da 13 stazioni, situate nei distretti di Tongzhou e Chaoyang, e si snoda lungo un percorso di circa 23 km, dalla stazione di Gaobeidian fino alla stazione di Universal Resort. Per effettuare l'intera tratta della sola linea Batong sono necessari circa 31 minuti.
Dal 29 agosto 2021, la linea Batong è stata integrata con la linea 1, operando come un'estensione diretta di quest'ultima. Di conseguenza, negli annunci ufficiali, il nome "Linea Batong" non viene più utilizzato in modo autonomo ma compare esclusivamente sotto la denominazione unificata "Linea 1—Batong". Il colore utilizzato per rappresentare la linea Batong sulle mappe è il rosso, lo stesso utilizzato per la linea 1.

## Storia

### Anni '90–2003: progettazione, realizzazione e inaugurazione
Il nome della linea Batong deriva dalla denominazione originaria della linea principale della metropolitana di Pechino, definita "Linea Fu-Ba" (复八线, Fùbāxiàn), la quale si sviluppava dalla stazione di Fuxingmen a quella di Bawangfen, altro nome per indicare la stazione di Sihuidong. Sebbene il punto di partenza effettivo si trovi a est di Bawangfen, la linea prende il nome dalle iniziali di "Ba"wangfen e "Tong"zhou, rispettivamente il punto di partenza e il capolinea.
Il tracciato della linea Batong è stato definito nei primi anni '90 come parte della proposta di progettazione della metropolitana di Pechino a servizio del distretto di Chaoyang. Per questo motivo, durante la costruzione dell'autostrada Beijing-Tongzhou durante gli anni '90, è stata riservata una fascia centrale tra le due direzioni di marcia per la futura linea della metropolitana e le sue stazioni, creando così le condizioni favorevoli per la costruzione della linea Batong.
Tuttavia, il percorso ipotizzato all'interno del distretto di Tongzhou ha subito diverse revisioni. La proposta iniziale prevedeva che, dopo aver raggiunto la rotonda di Beiyuan, la linea continuasse lungo Xinhua Street, l'asse principale della città vecchia. Tuttavia, quella sezione stradale era troppo stretta, con infrastrutture sotterranee densamente disposte, rendendo difficile sia la costruzione di una linea sopraelevata che di una sotterranea.
Nei primi anni '90 venne avanzata una seconda proposta, la quale prevedeva che, dalla rotonda di Beiyuan, la linea seguisse verso sud-est la China National Highway 103 , che collega Pechino a Tianjin, per poi raggiungere la rotonda di Guoyuan e proseguire lungo Yunyue West Street in direzione est, in un tracciato sopraelevato fino al bordo del fiume. Questa proposta teneva conto delle aree residenziali in fase di sviluppo e presentava minori difficoltà di costruzione. Tuttavia, a causa di problemi di finanziamento, la linea Batong non venne costruita in quel periodo.
A metà degli anni '90, con l'introduzione di un nuovo piano urbanistico per Pechino, il centro della nuova città di Tongzhou fu spostato più a sud. Di conseguenza, il tracciato della linea fu nuovamente modificato verso sud, seguendo l'attuale percorso dalla rotonda di Beiyuan lungo la China National Highway 103 in direzione sud-est.
I lavori di costruzione della linea Batong sono stati avviati il 28 dicembre 2001 e la linea è stata inaugurata due anni dopo, il 27 dicembre 2003. La tratta inaugurata, definita fase I, ha previsto l'apertura di 13 stazioni, da Sihui a Tuqiao.

### 2010–2021: prolungamenti della linea e fase II
Nel 2010, il distretto di Tongzhou pianificò un'estensione della linea Batong verso est, aggiungendo tre fermate dalla stazione di Tuqiao fino a Zhangjiawan, situata al di fuori del sesto anello, per un totale di 2,5 km. Contemporaneamente, venne pianificata una diramazione dalla stazione di Tuqiao verso quella che sarebbero poi diventati gli Universal Studios di Pechino, con un percorso di 1,6 chilometri. Tuttavia, la prima proposta di estensione verso Zhangjiawan venne abbandonata e venne mantenuta soltanto la diramazione verso gli Universal Studios. Questo nuovo progetto, definito "Estensione meridionale della linea Batong" o "Fase II della linea Batong", prevedeva un tracciato parallelo a parte della linea 7, fino a raggiungere la stazione Universal Resort. Il tratto ha una lunghezza totale di 4,5 chilometri, di cui circa 420 metri in superficie e circa 3,73 chilometri in galleria sotterranea. Lungo questa tratta sono state costruite due stazioni: Huazhuang e Universal Resort, entrambe connesse alla linea 7.
Il 28 dicembre 2019, è stata inaugurata la stazione Huazhuang, contestualmente all'estensione meridionale della linea Batong. La stazione Universal Resort, invece, non è stata aperta immediatamente in quanto gli Universal Studios di Pechino non erano ancora stati completati. È stata inaugurata successivamente, il 26 agosto 2021.

## Servizio

### Tratta
La tratta di competenza della linea Batong inizia dalla stazione di Universal Resort nel distretto di Tongzhou, si sviluppa per un totale di 13 stazioni, fino alla stazione di Gaobeidian, nel distretto di Chaoyang, dove la linea prosegue in continuità con la linea 1. La linea Batong consente interscambi con la linea 7 alle fermate Huazhuang e Universal Resort.
Dal 29 agosto 2021, la linea Batong è stata integrata con la linea 1, operando come un'estensione diretta di quest'ultima. La linea Batong, quindi, opera con un servizio unificato insieme alla linea 1, giungendo fino al capolinea di Gucheng e servendo i distretti di Chaoyang, Dongcheng, Xicheng, Haidian e Shijingshan.

### Tariffazione
La tariffazione parte da un prezzo di ¥3 a seconda della distanza di viaggio totale da percorrere, fino a un massimo di ¥7 (circa 0,80 €) per percorrere tutta la linea 1—Batong, da Universal Resort a Gucheng. Se si effettuano interscambi con altre linee il prezzo può aumentare fino a un massimo di ¥10 (circa 1 €) in base alla distanza percorsa.

### Orario di servizio
La prima corsa da Universal Resort in direzione Gucheng parte ogni giorno feriale alle 4:56 e effettua l'ultimo servizio alle 22:55. Nei giorni festivi, nella stessa tratta, il primo treno effettua servizio alle 5:09 e termina alle 22:55, con alcuni treni nella fascia oraria 7:14—9:02 che effettuano servizio ridotto solo fino a Gongzhufen.
In direzione opposta, il primo treno da Gucheng verso Universal Resort è attivo alle 4:57 e conclude il servizio con l'ultima corsa alle 23:33. Nei giorni feriali, nella fascia oraria tra le 6:13 e le 10:14 e tra le 16:33 e le 23:33, e nei giorni festivi tra le 17:20 e le 23:33, alcuni convogli effettuano servizio ridotto, concludendo la corsa alla stazione di Sihui oppure Sihuidong oppure Guoyuan oppure Tuqiao.

## Percorso e stazioni

### Percorso
|  |  | Unknown route-map component "uCONTg" |

|  | Unknown route-map component "ueKBHFa" + Unknown route-map component "HUBaq" | Urban station on track + Unknown route-map component "HUBeq" |

|  |  | Unknown route-map component "uKRWgl" | Unknown route-map component "uKRWg+r" |  |

|  |  | Urban straight track | Unknown route-map component "uKRWgl" | Unknown route-map component "uKRW+r" |

|  |  | Urban straight track | Urban straight track | Urban non-passenger station/depot on track |

|  |  | Urban straight track | Unknown route-map component "uKRWg+l" | Unknown route-map component "uKRWr" |

|  |  | Unknown route-map component "uKRWg+l" | Unknown route-map component "uKRWgr" |  |

|  |  | Urban station on track + Unknown route-map component "HUBaq" | Unknown route-map component "ueKBHFe" + Unknown route-map component "HUBeq" |  |

| Unknown route-map component "CONTgq" | Waterway under railway bridge | Unknown route-map component "CONTfq" |

| Unknown route-map component "uhSTRa@g" |

| Unknown route-map component "uhBHF" |

| Unknown route-map component "uhSTRe@f" |

| Urban station on track |

| Unknown route-map component "uhSTRa@g" |

| Unknown route-map component "uhBHF" |

| Unknown route-map component "uhBHF" |

| Transverse water | Unknown route-map component "uhKRZW" | Transverse water |

| Unknown route-map component "uhBHF" |

| Unknown route-map component "CONTgq" | Unknown route-map component "umhKRZ" | Unknown route-map component "CONTfq" |

| Unknown route-map component "uhBHF" |

| Unknown route-map component "CONTgq" | Unknown route-map component "umhKRZ" | Unknown route-map component "CONTfq" |

| Unknown route-map component "uhBHF" |

| Unknown route-map component "uhBHF" |

| Unknown route-map component "uhBHF" |

| Unknown route-map component "uhBHF" |

| Unknown route-map component "uhSTRe@f" |

| Urban station on track |

|  | Unknown route-map component "uABZgl" | Unknown route-map component "uKDSTeq" |

| Unknown route-map component "utCONTgq" | Unknown route-map component "utSTR+r" | Unknown route-map component "utSTRa" |  |  |

| Urban tunnel end station, unused through track + Unknown route-map component "HUBaq" | Urban tunnel end station, unused through track + Unknown route-map component "HUBeq" |  |

| Transverse water | Unknown route-map component "utKRZW" | Unknown route-map component "utKRZW" | Transverse water |  |

|  | Unknown route-map component "utKRWgl" | Unknown route-map component "utKRWg+r" |  |  |

| Urban End station in tunnel + Unknown route-map component "HUBaq" | Urban End station in tunnel + Unknown route-map component "HUBeq" |  |

### Stazioni
| L I N E A B A T O N G | Nome stazione                                           | Nome in cinese, pinyin                            | Percorrenza (ore)                                 | Distanza (km)                                     | Interscambi                                       |
| L I N E A B A T O N G | Inizio linea Batong (direzione Sihuidong/Gucheng)       | Inizio linea Batong (direzione Sihuidong/Gucheng) | Inizio linea Batong (direzione Sihuidong/Gucheng) | Inizio linea Batong (direzione Sihuidong/Gucheng) | Inizio linea Batong (direzione Sihuidong/Gucheng) |
| --------------------- | ------------------------------------------------------- | ------------------------------------------------- | ------------------------------------------------- | ------------------------------------------------- | ------------------------------------------------- |
| L I N E A B A T O N G | Universal Resort                                        | 环球度假区 Huánqiú Dùjiàqū                        | 0:00                                              | 0,00                                              |                                                   |
| L I N E A B A T O N G | Huazhuang                                               | 花庄 Huāzhuāng                                    | 0:03                                              | 1,86                                              |                                                   |
| L I N E A B A T O N G | Tuqiao                                                  | 土桥 Tǔqiáo                                       | 0:06                                              | 4,06                                              |                                                   |
| L I N E A B A T O N G | Linheli                                                 | 临河里 Línhélǐ                                    | 0:08                                              | 4,83                                              |                                                   |
| L I N E A B A T O N G | Liyuan                                                  | 梨园 Líyuán                                       | 0:10                                              | 6,08                                              |                                                   |
| L I N E A B A T O N G | Jiukeshu                                                | 九棵树 Jiǔkēshù                                   | 0:12                                              | 7,30                                              |                                                   |
| L I N E A B A T O N G | Guoyuan                                                 | 果园 Guǒyuán                                      | 0:14                                              | 8,29                                              |                                                   |
| L I N E A B A T O N G | Tongzhou Beiyuan                                        | 通州北苑 Tōngzhōu běiyuàn                         | 0:17                                              | 9,75                                              |                                                   |
| L I N E A B A T O N G | Baliqiao                                                | 八里桥 Bālǐqiáo                                   | 0:20                                              | 11,45                                             |                                                   |
| L I N E A B A T O N G | Guaanzhuang                                             | 管庄 Guǎnzhuāng                                   | 0:23                                              | 13,21                                             |                                                   |
| L I N E A B A T O N G | Shuangqiao                                              | 双桥 Shuāngqiáo                                   | 0:26                                              | 15,12                                             |                                                   |
| L I N E A B A T O N G | Communication Univ. of China                            | 传媒大学 Chuánméi dàxué                           | 0:29                                              | 17,01                                             |                                                   |
| L I N E A B A T O N G | Gaobeidian                                              | 高碑店 Gāobēidiàn                                 | 0:32                                              | 19,01                                             |                                                   |
| L I N E A B A T O N G | Inizio linea 1 (direzione Gucheng)                      |                                                   |                                                   |                                                   |                                                   |
| L I N E A 1           | Sihuidong                                               | 四惠东 Sìhuì dōng                                 | 0:35                                              | 20,38                                             |                                                   |
| L I N E A 1           | Sihui                                                   | 四惠 Sìhuì                                        | 0:38                                              | 22,09                                             |                                                   |
| L I N E A 1           | Dawanglu                                                | 大望路 Dàwànglù                                   | 0:41                                              | 23,76                                             |                                                   |
| L I N E A 1           | Guomao                                                  | 国贸 Guómào                                       | 0:44                                              | 25,14                                             | link = Linea 10 (metropolitana di Pechino)        |
| L I N E A 1           | Yong'anli                                               | 永安里 Yǒng'ānlǐ                                  | 0:46                                              | 25,93                                             | ()                                                |
| L I N E A 1           | Jianguomen                                              | 建国门 Jiànguómén                                 | 0:49                                              | 27,30                                             |                                                   |
| L I N E A 1           | Dongdan                                                 | 东单 Dōngdān                                      | 0:52                                              | 28,53                                             |                                                   |
| L I N E A 1           | Wangfujing                                              | 王府井 Wángfǔjǐng                                 | 0:54                                              | 29,30                                             |                                                   |
| L I N E A 1           | Tian'anmendong                                          | 天安门东 Tiānānmén dōng                           | 0:56                                              | 30,15                                             |                                                   |
| L I N E A 1           | Tian'anmenxi                                            | 天安门西 Tiānānmén xī                             | 0:58                                              | 31,07                                             |                                                   |
| L I N E A 1           | Xidan                                                   | 西单 Xīdān                                        | 1:00                                              | 32,28                                             |                                                   |
| L I N E A 1           | Fuxingmen                                               | 复兴门 Fùxīngmén                                  | 1:03                                              | 33,87                                             |                                                   |
| L I N E A 1           | Nanlishilu                                              | 南礼士路 Nánlǐshìlù                               | 1:05                                              | 34,29                                             |                                                   |
| L I N E A 1           | Muxidi                                                  | 木樨地 Mùxīdì                                     | 1:08                                              | 35,58                                             |                                                   |
| L I N E A 1           | Museo Militare                                          | 军事博物馆 Jūnshì bówùguǎn                        | 1:10                                              | 36,74                                             |                                                   |
| L I N E A 1           | Gongzhufen                                              | 公主坟 Gōngzhǔfén                                 | 1:12                                              | 37,91                                             |                                                   |
| L I N E A 1           | Wanshoulu                                               | 万寿路 Wànshòulù                                  | 1:15                                              | 39,22                                             |                                                   |
| L I N E A 1           | Wukesong                                                | 五棵松 Wǔkēsōng                                   | 1:18                                              | 40,99                                             |                                                   |
| L I N E A 1           | Yuquanlu                                                | 玉泉路 Yùquánlù                                   | 1:21                                              | 42,8                                              |                                                   |
| L I N E A 1           | Babaoshan                                               | 八宝山 Bābǎoshān                                  | 1:24                                              | 44,27                                             |                                                   |
| L I N E A 1           | Bajiao Amusement Park                                   | 八角游乐园 Bājiǎo yóulèyuán                       | 1:27                                              | 46,22                                             |                                                   |
| L I N E A 1           | Gucheng                                                 | 古城 Gǔchéng                                      | 1:30                                              | 48,14                                             |                                                   |
| L I N E A 1           | Pingguoyuan (In fase di ristrutturazione; apertura TBD) | 苹果园 Píngguǒyuán                                |                                                   | 50,74                                             |                                                   |
| L I N E A 1           | Fushouling (Apertura TBD)                               | 福寿岭 Fúshòulǐng                                 |                                                   |                                                   |                                                   |